# Пісківка (зупинний пункт)
Пісківка — пасажирський зупинний пункт Коростенського напрямку Київської дирекції залізничних перевезень Південно-Західної залізниці. Розташований на території смт однойменного смт.
Розміщується між залізничною станцією Спартак та станцією Тетерів. Відстань від станції Київ-Пасажирський — 77 км.
Лінія, на якій розташовано зупинний пункт, відкрита 1902 року як складова залізниці Київ — Ковель. Відмічений на картах під назвами блок-пост 77 км, блок-пост Піски. Дільниця, де розташований зупинний пункт, електрифікована 1968 року. До 2023 року мав назву Піски.